# 戴蒙·凯利
戴蒙·凯利（英語：Damon Kelly，1983年12月1日—），澳大利亚男子举重运动员。他曾代表澳大利亚参加2006年、2010年和2014年英联邦运动会举重比赛，获得一枚金牌、一枚银牌和一枚铜牌。